# Voivodia de Dorpat
A voivodia de Dorpat (polonês: Województwo dorpackie ou Województwo derpskie) foi uma unidade de divisão administrativa e governo local no  Ducado da Livônia, parte da República das Duas Nações, de 1598 até a conquista da Livônia pela Suécia na década de 1620.

## Governo municipal
Sede do governo da voivodia (wojewoda):
- Dorpat

Sede do Conselho regional (sejmik poselski i deputacki):
- Wenden

## Voivodas
- Kasper Doenhoff (1627-1634)
- Gothard Jan Tyzenhauz (1634-1640)
- Andrzej Leszczyński (1606-1651)